# Maria Lluïsa Dubon
Maria Lluïsa Dubon (Mahón, Menorca, 7 de agosto de 1953) es una política española.

## Biografía
Estudió Geografía en la Universidad de las Islas Baleares, dónde se doctoró con la tesis "Anàlisi territorial de les causes i els condicionants socials de la mortalitat a Espanya, 1990-1994: El cas de les Illes Balears" (1999).
Durante la legislatura 1999-2003 fue diputada del Parlamento de las Islas Baleares, consejera Delegada de Urbanismo, Ordenación del Territorio y Medio Ambiente en el Consejo Insular de Menorca, y gestionó el Servicio de Estadísticas Demográficas y Sociales en el Instituto Balear de Estadística (Consejería de Economía y Hacienda) desde abril de 2004. Desde 2007 es Consejera del Departamento de Territorio del Consejo Insular de Mallorca y ha impulsado la candidatura de la Sierra de Tramontana a Patrimonio Mundial de la UNESCO en la categoría de Paisaje Cultural.
Desde 2008 es vocal de la Ejecutiva de la Federación Socialista de Mallorca.
Está vinculada al Instituto Menorquín de Estudios, a la Asociación de Geógrafos de las Islas Baleares, al Colegio de Geógrafos y a la Asociación de Geógrafos Españoles (AGE).